# تشرنیلوو
تشرنیلوو (به چکی: Černilov) یک منطقهٔ مسکونی در جمهوری چک است که در ناحیه هرادتس کرالووه واقع شده‌است. تشرنیلوو ۲٬۴۶۱ نفر جمعیت دارد.